# Alte Kirche Wieren
Die Alte Kirche oder St.-Jakobus-Kirche in Wieren, einem Ortsteil der Gemeinde Wrestedt im Landkreis Uelzen, ist eine alte Feldsteinkirche, mit ihrem Chor aber gleichzeitig ein Werk der Backsteingotik. Sie gehört zur evangelisch-lutherischen Kirchengemeinde Lehmke-Wieren im Kirchenkreis Uelzen der Evangelisch-lutherischen Landeskirche Hannovers.

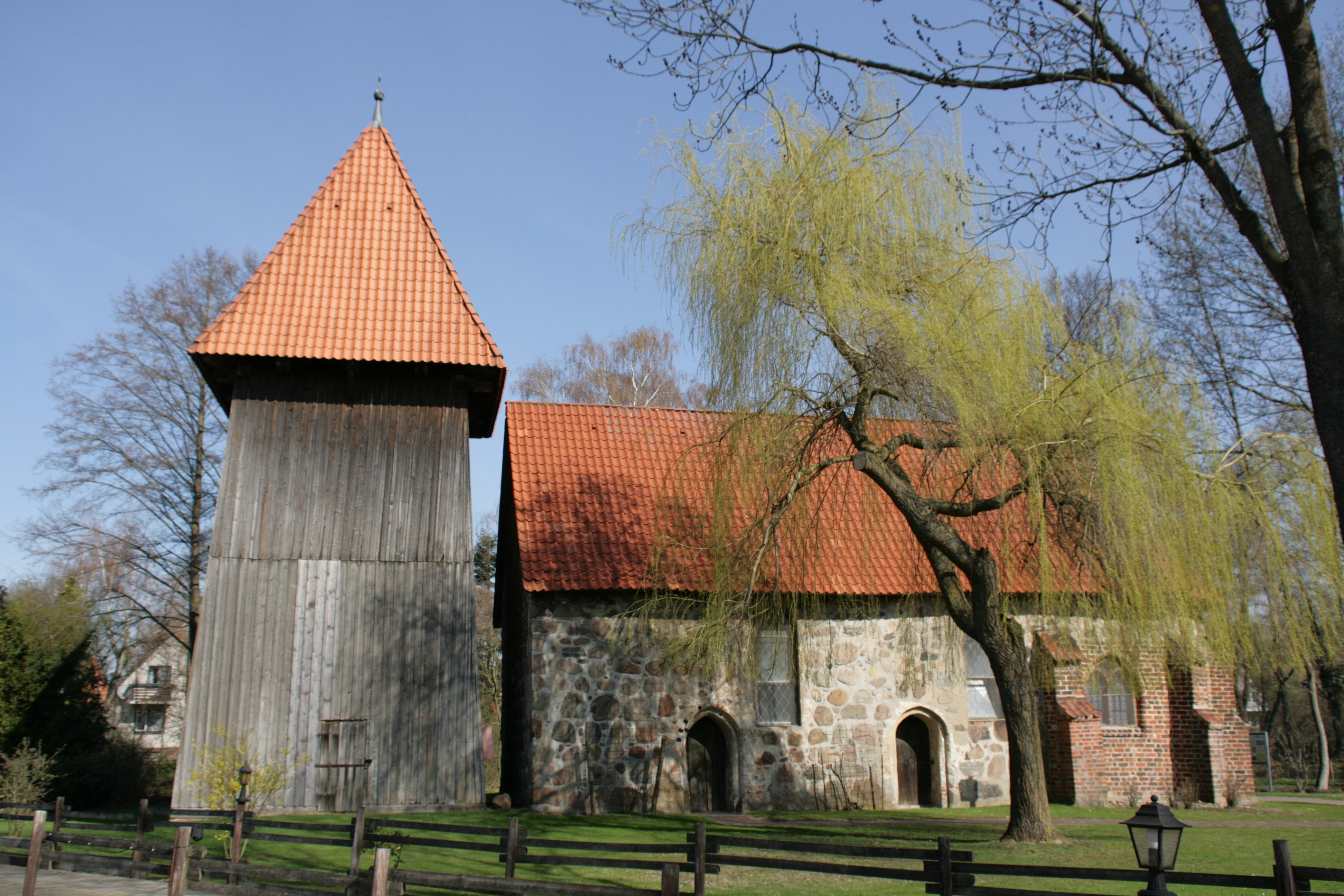
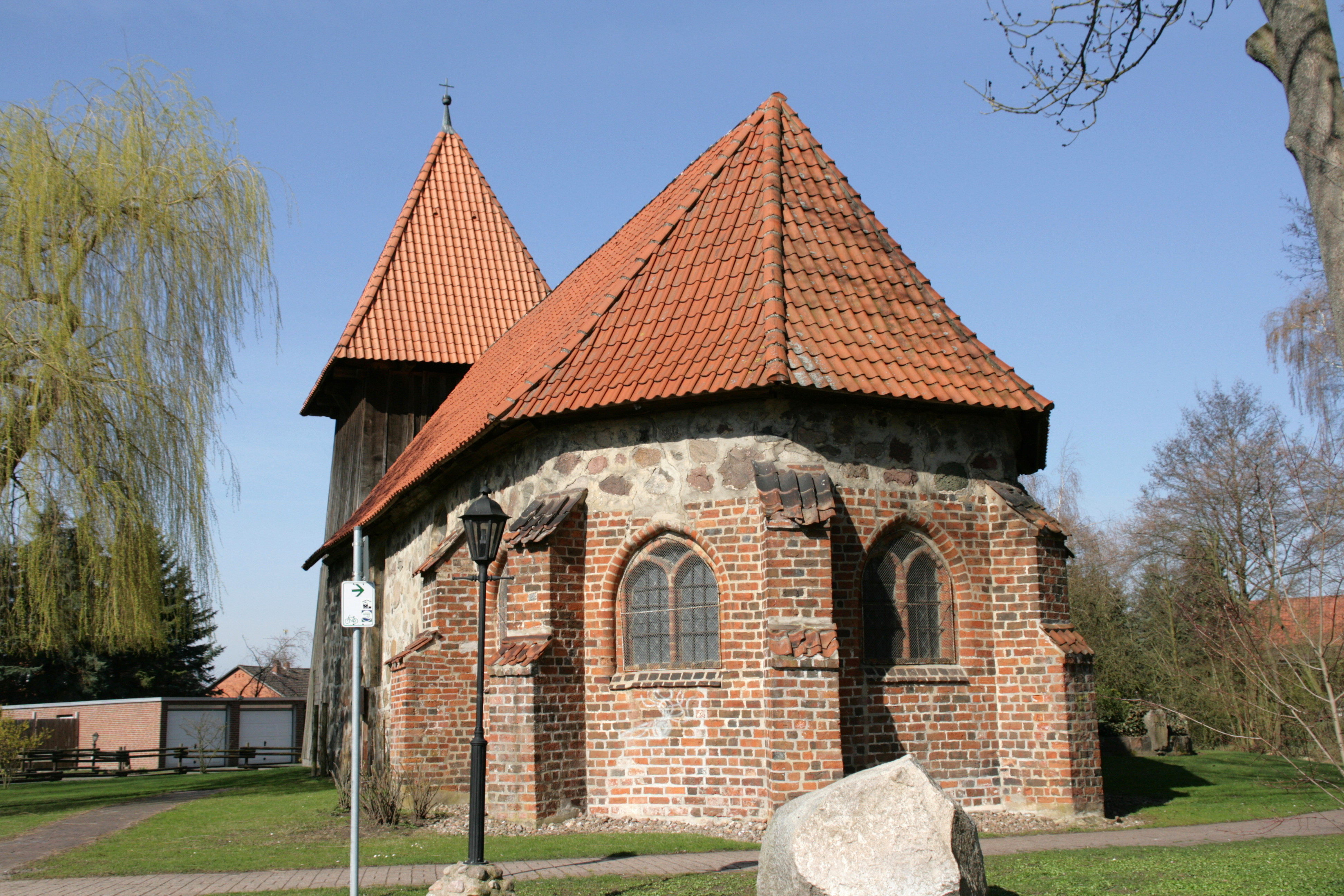
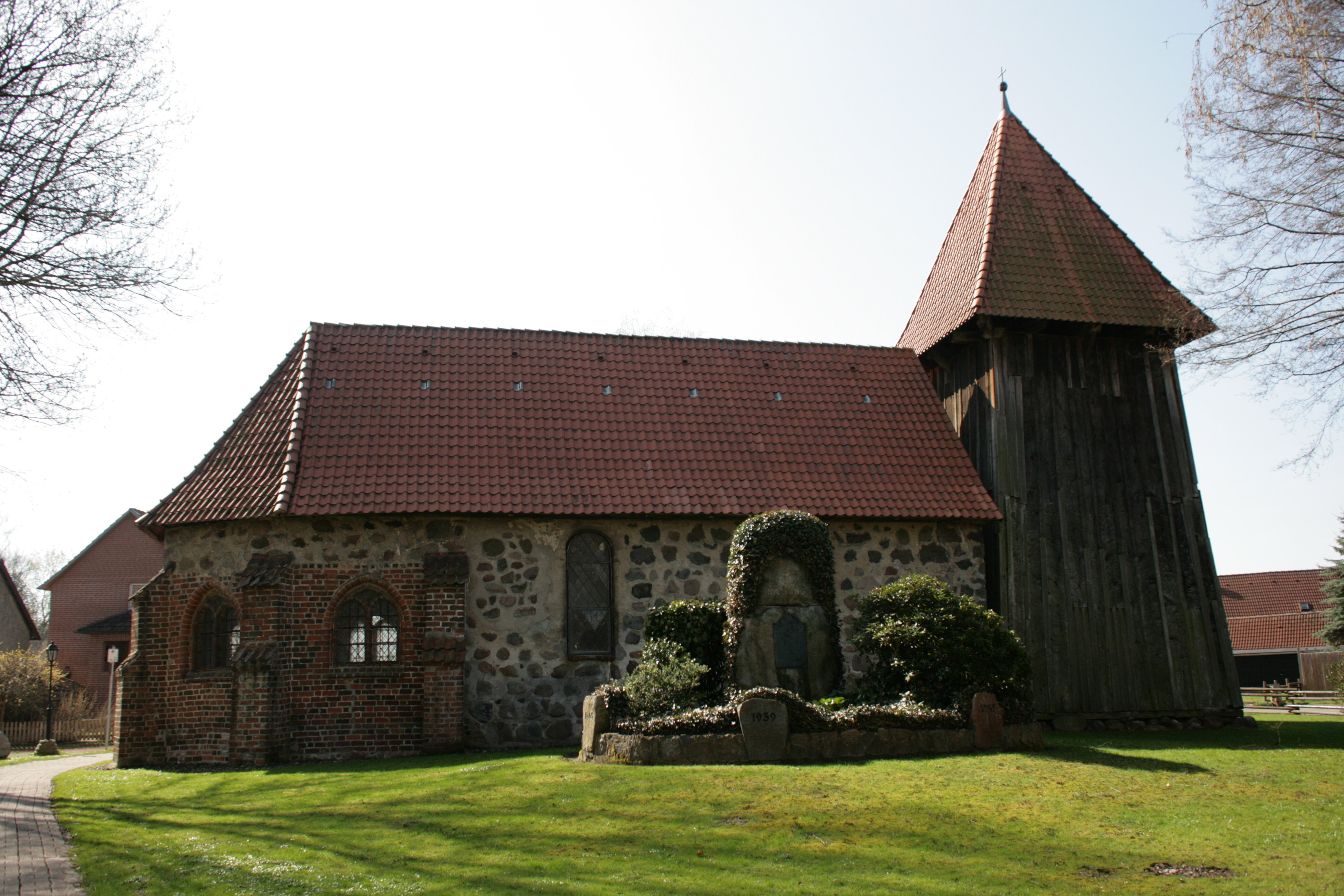

Das Langschiff wurde vermutlich im 12. Jahrhundert aus Feldsteinen erbaut, während der Chor aus Ziegeln im Klosterformat erst 1433 angebaut wurde. Der gotische Innenausbau erfolgte 1464, wobei ein gotischer Flügelartar das Zentrum bildete.
Der hölzerne Glockenturm wurde erstmals 1657 urkundlich erwähnt, er trägt die 2008 gegossene Glocke.
1911 wurde wegen drohender Baufälligkeit und Platzmangel bei nur 226 Sitzplätzen die neue St.-Jakobus-Kirche Hauptkirche der Gemeinde. In der heute gut renovierten Kirche wird allerdings weiterhin Gottesdienst gehalten.
Die Ausstattung, namentlich ein Renaissancealtar von 1649 mit Bildtafeln, den die Kirchengemeinde um 1850 aus der ehemaligen Schlosskapelle in Wrestedt erhalten hatte, und eine Pietà (um 1480) wurden in die neue Kirche übernommen.

## Ehemaliger Flügelaltar

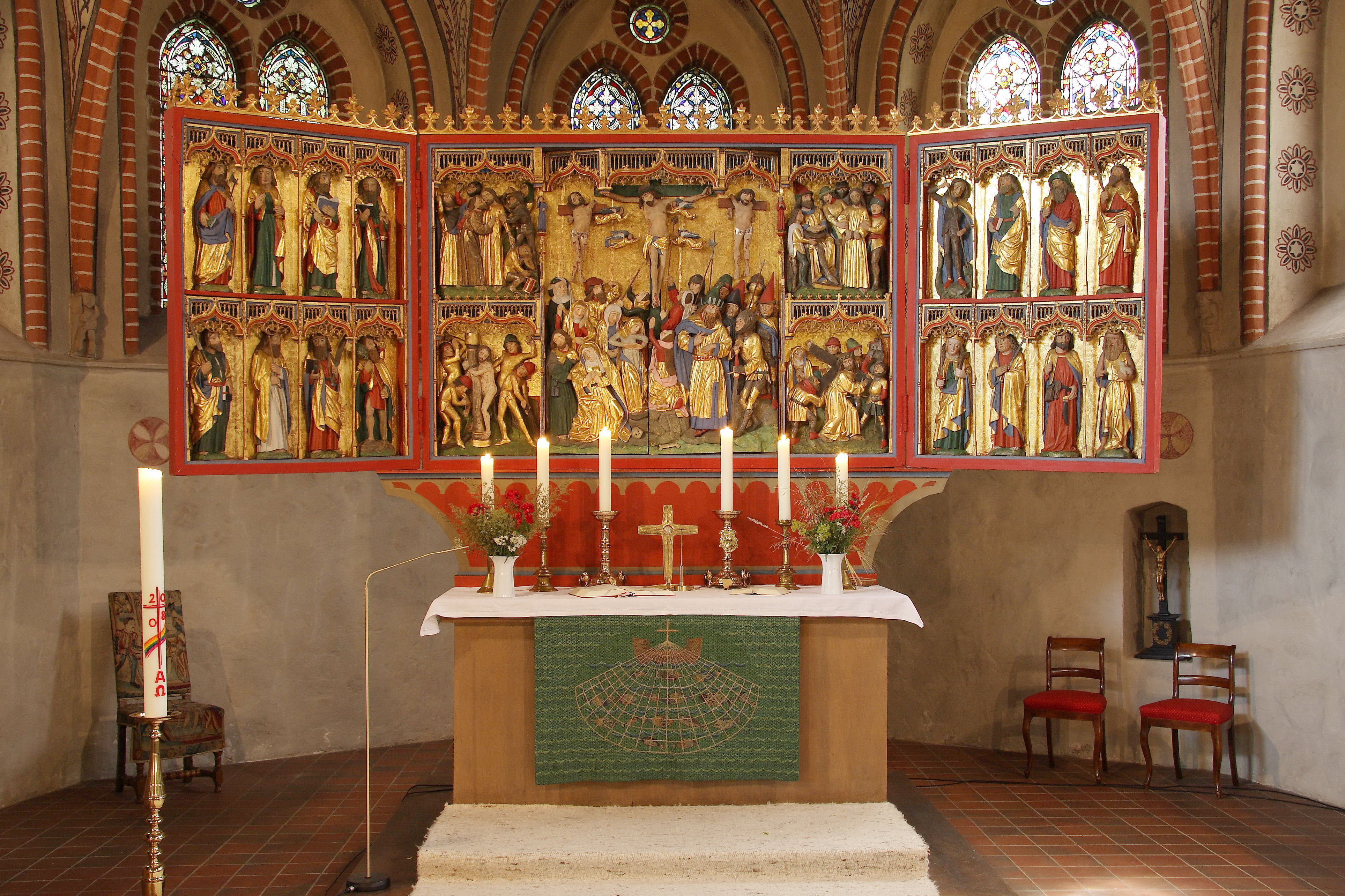
Heutiger Standort in Schnega

Seit dem spätmittelalterlichen Ausbaus beherbergte die Alte Kirche von 1464 bis 1854 einen gotischen Flügelaltar, der dann an die St. Michaelis-Kirche in Schnega verkauft wurde, wo er noch heute aufgestellt ist.